# Pectinaster agassizi
Pectinaster agassizi är en sjöstjärneart som beskrevs av Ludwig 1905. Pectinaster agassizi ingår i släktet Pectinaster och familjen nålsjöstjärnor.

## Underarter
Arten delas in i följande underarter:
- P. a. granuliferus
- P. a. evoplus
- P. a. agassizi